# Thomas Watson, Junior
Thomas John Watson, Jr., né le 14 janvier 1914 à Dayton (Ohio) et mort le 31 décembre 1993 à Greenwich (Connecticut), est un homme d'affaires, une personnalité politique et un philanthrope américain. Il fut le 2e président d’IBM (1952–1971).

## Biographie
Thomas John Watson, Jr. est le fils de Thomas J. Watson (1874-1956), 1er président d’IBM de 1914 à 1952.